# Davor Borčić
Davor Borčić (1940. – 10. svibnja 2010.) je bio hrvatski kazališni, televizijski i filmski glumac.

## Filmografija

### Televizijske uloge
- "Periferija city" kao svećenik #2 (2010.)
- "Mamutica" kao Josip Matinčić (2010.)
- "Zakon ljubavi" kao Kohl (2008.)
- "Ponos Ratkajevih" kao Židov (2008.)
- "Dobre namjere" kao umirovljenik (2007.)
- "Naša mala klinika" kao ribar (2007.)
- "Nepokoreni grad" (1982.)
- "Velo misto" (1981.)

### Filmske uloge
- "Iza stakla" kao Nikolin otac (2008.)
- "Je li jasno, prijatelju?" kao politički zatvorenik #1 (2000.)
- "Čovjek koji je volio sprovode" (1989.)

## Vanjske poveznice
- Davor Borčić u internetskoj bazi filmova IMDb-u (engl.)